# Kalamazoo
|  | Per a altres significats, vegeu «Comtat de Kalamazoo». |

Kalamazoo és una ciutat del Comtat de Kalamazoo a l'estat de Michigan dels Estats Units. És la capital del comtat. Segons el cens dels Estats Units del 2010, té una població de 74,262 habitants. Kalamazoo és la ciutat més gran de l'àrea estadística metropolitana Kalamazoo-Portage, que tenia 335,340 habitants en 2015. Kalamazoo és equidistant entre les ciutats de Chicago i Detroit, a menys de 150 milles d'una i altra.

## Demografia
Segons el cens de 2010 tenia 74262 persones. La densitat de població era de 1.141,61 hab./km². La població de Kalamazoo estava composta pel 68.14% blancs, el 22.16% eren afroamericans, el 0.52% eren amerindis, l'1.72% eren asiàtics, el 0.04% eren illencs del Pacífic, el 2.79% eren d'altres races i el 4.62% pertanyien a dues o més races. Del total de la població el 6.38% eren hispans o llatins de qualsevol raça.

Situació de Kalamazoo dins l'estat de Michigan